# Derrotismo revolucionário
Derrotismo revolucionário é um conceito tornado proeminente por Vladimir Lênin na I Guerra Mundial. Ele é baseado na ideia marxista da luta de classes. Argumentando que o proletariado não poderia vencer ou obter qualquer ganho de uma guerra capitalista, Lênin declarou que seus verdadeiros inimigos eram os líderes imperialistas que enviavam para a batalha as classes mais baixas de seus países. Os trabalhadores teriam muito mais a ganhar da derrota de suas nações, argumentou, se a guerra pudesse ser transformada numa guerra civil e depois numa revolução internacional.
Rejeitada inicialmente por todos os participantes da Conferência de Zimmerwald, o conceito parece ter ganho o apoio de mais e mais socialistas, especialmente na Rússia em 1917, depois que ela foi duramente reafirmada nas Teses de Abril de Lênin à medida em que as derrotas da Rússia na Frente Oriental continuaram, mesmo depois da Revolução de fevereiro (o Governo Provisório manteve a Rússia no conflito).
O derrotismo revolucionário pode ser contrastado, usando a terminologia de Lênin, com o "defensismo revolucionário", com o social-patriotismo e com o social-chauvinismo.